# Авенида 9 де Хулио
Проспект 9 Июля, Улица 9 Июля, Авенида 9 июля (исп. Avenida Nueve de Julio, рус. Авенида 9 де Хулио) — широкий проспект в городе Буэнос-Айресе в Аргентине, считается самой широкой улицей в мире (140 метров). Получил своё название в честь Дня провозглашения независимости Аргентины 9 июля 1816 года.
На пересечении с проспектом Авенида Корриентес на площади Республики, расположен Обелиск, на этом месте в 1812 году впервые был поднят национальный флаг в Буэнос-Айресе, этот факт был зафиксирован на одной из надписей на северной стороне Обелиска.
Проспект начинается примерно в одном километре к западу от набережной залива Рио-де-ла-Плата, из района Ретиро, и пролегает до станции Конститусьон в южной части города. Проспект имеет до семи полос движения в каждом направлении.
Северная часть проспекта пересекается со скоростной трассой Артуро Ильиа (соединяет столицу с аэропортом «Хорхе Ньюбери» и Панамериканским шоссе) и улицей Либертадор. В южной части проспект Нуэве-де-Хулио сочетается с улицей Вейнтисинко-де-Майо (25 мая) (обслуживает западную часть Большого Буэнос-Айреса, а также соединяет столицу с международным аэропортом «Эсейса»). Кроме этого, проспект Нуэве-де-Хулио обеспечивает выход на две скоростные трассы, соединяющие столицу с городами Ла-Платой и Мар-дель-Платой.

## Особенности
К востоку от проспекта проходит улица Карлос Пеллегрини и к западу улица Серрито; эти две улицы служат на практике в качестве дополнительных полос движения и считаются частью одного и того же пути, достигая 140 метров в ширину. Отличительной особенностью проспекта «9 июля» является то, что он имеет свою собственную систему нумерации. Пересечь проспект пешком занимает несколько минут, так как на всех перекрестках есть светофоры и у пешеходов достаточно времени, чтобы пересечь проспект пешком.

## История

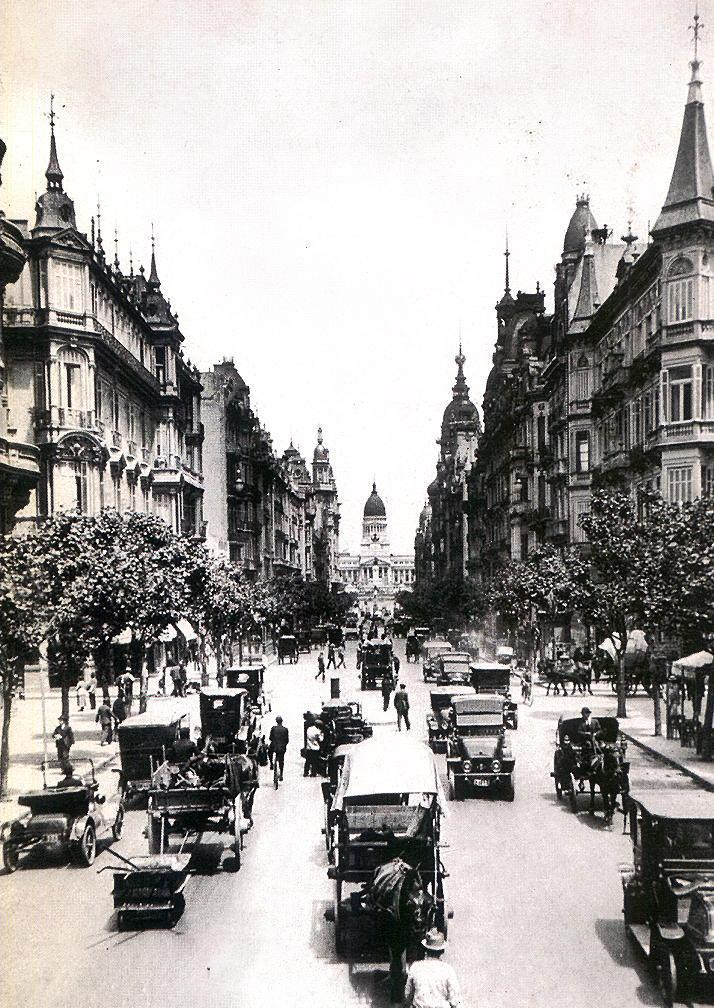
Вид на Авенида де Майо. Первоначально предполагалось, что Авенида 9 де Хулио будет состоять из подобных характеристик, с 33 метрами в ширину. Продажа оставшейся земли будет финансировать проект.

Первое название улицы появилось в 1888 году, тогда она называлась Айоума; однако строительству новой дороги долгое время противостояли местные жители и владельцы, которые пострадали вследствие прокладки улицы, поэтому строительство не начиналось до 1935 года.
Название будущего проспекта Авеню 9 июля было создано во время краткого правления мэра Франсиско Сибера (1889—1890), как артерия, которая будет пересекать город с севера на юг. Позже она была включена в различные планы и проекты, но только Национальный закон № 8,855, который был санкционирован муниципалитетом для целей «общественной полезности» и был утвержден в 1912 году. Земля была использована между улицами Черрито-Лима и Карлос Пеллегрини-Бернардо Иригойен от Пасео-де-Хулио (Авенида-дель-Либертадор) до Бразил (Баррио-де-Конституции), с целью построить центральный проспект шириной 33 метров, расширенный по бокам двумя боковыми улицами, на котором общественные или частные здания будут общего «архитектурного стиля». На строительство проспекта муниципалитет выделил кредит 25 миллионов золотых песо. В то время как центральная часть нового проспекта соответствовала оси север-юг, проект был завершен с боковыми аллеями с востока на запад и две развязки: одна на пересечении с Авенида-де-Майо, а другая на пересечении с Авенида Корриентес.
Только соответствующий закон побудил мэра Анхорена для того, чтобы отпраздновать Столетие независимости (1916). Муниципалитет города Буэнос-Айреса начала постепенно приобретать земли расположенные на указанной трассе, с инвестициями в размере $ 50,000,000 песо. Тем не менее, муниципалитет не имел достаточных юридических и финансовых инструментов для выполнения строительных проектов такого масштаба в устойчивом и упорядоченным образом: конфискация имущества проводилась постепенно и поочередно, что замедлило темп выполнения работ что было крайне обременительно для муниципальной казны. Эта задержка имела неблагоприятные последствия в развитии жилищного строительства в центральной части города, как отнятые здания были заброшены и разрушены.
Это вызвало политический и финансовый кризис больших масштабов, усугубившийся началом Первой Мировой войны, и близостью первых демократических выборов, что вылилось в отставку мэра Анхорена и закрытие городского совета в 1915 году. Идея строительства проспекта Авенида 9 де Хулио остался и в плане 1925 года, где он также был ориентирован к диагоналям Севера и Юга (предложенные в 1919 году).

### Переформулировка проекта

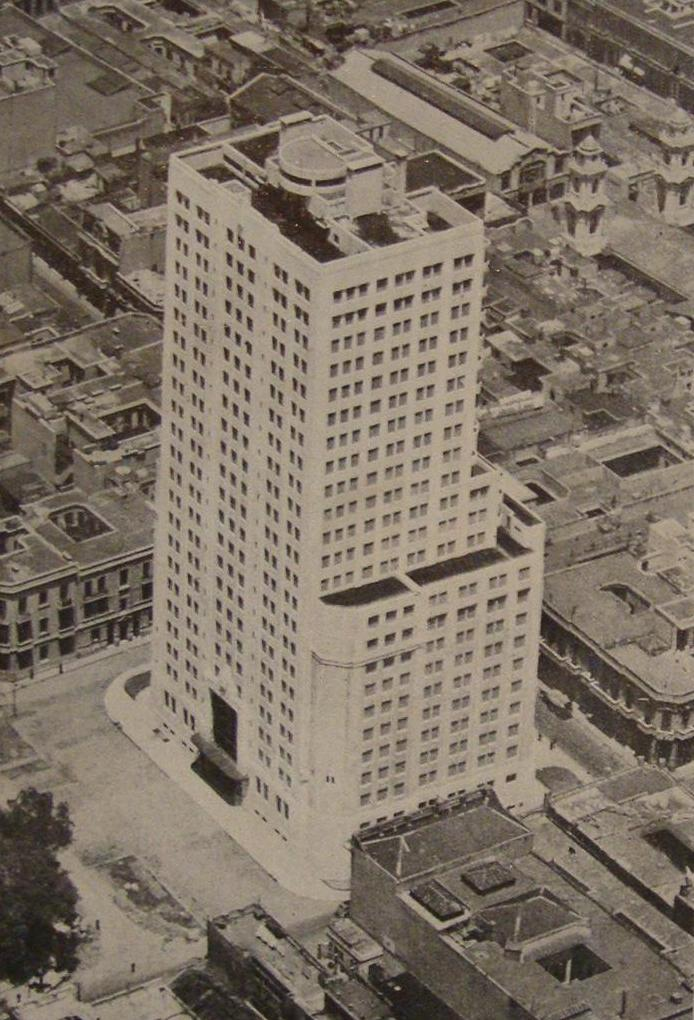
Вид на здание Министерства Общественных работ, построенного между 1934 и 1936 годами.

После кризиса 1929 года явления расширение Буэнос-Айреса достигло больших размеров, превышающих административные границы федеральной столицы. К тому времени, периферия Буэнос-Айреса стала частью центральной агломерации вместе с городом Буэнос-Айрес.
После прошлого финансового кризиса, правительство генерала Хусто решает запустить обширную программу общественных работ для празднования юбилея основания Буэнос-Айреса. Одним из самых ярких промоутеров развития Буэнос-Айреса был Карлос Мария Делла Паолера, назначенный начальником бюро плана развития города, инициированным группой советников мэра Де Ведиа и Митре. С 1928 года Паолера предложил создать англомерацию, которую он назвал Большой Буэнос-Айрес. Таким образом, предлагаемый проспект Север-Юг- был преобразован своевременным вмешательством в центральную часть города.
После того, как Паолера подчеркнул значение нового городского проспекта, были рассмотрены перспективы строительства. По его словам, план расширения столицы не мог происходить без коренной перестройки традиционного центра. Это был долгосрочный проект, который надо было начать с самой большой площади агломерации, так как там уже несколько снесённых домов оставляли свободные пространства перемежались с заброшенными зданиями, дающими видимость деградации в центре города.

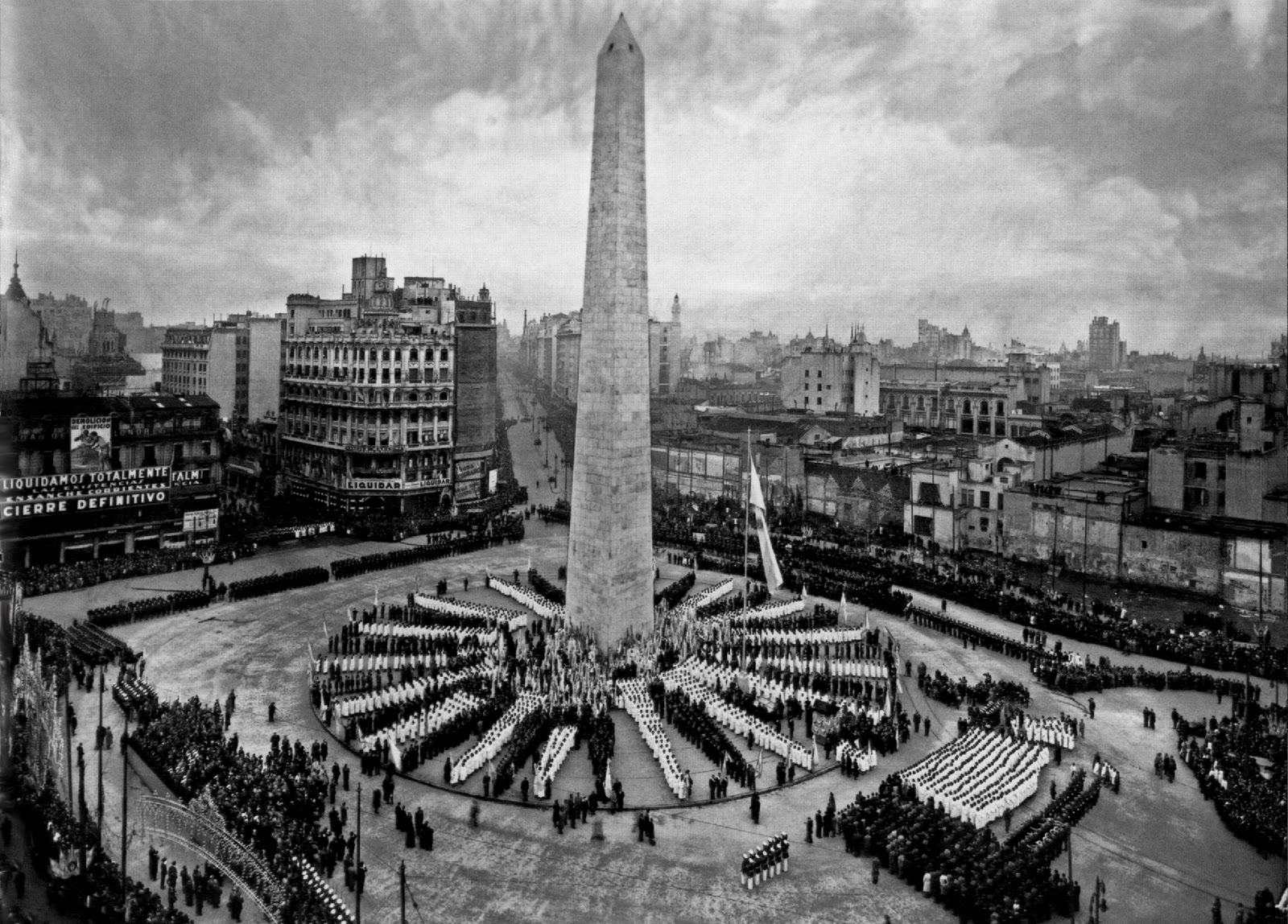
Площадь Республики в июне 1936, День флага.

На протяжении всего этого периода, проект Авенида 9 де Хулио будет оставаться предметом обсуждения в рамках профессиональной технической области. В 1932 году архитектор Фермин Х. Беретервиде, выполняя проект для будущего проспекта Север-Юг, где он предлагает решить проблему трафика путём создания центральной линии 33 метра в ширину, по бокам два уровня и непрерывная полоса зданий одинаковой высоты (8 этажей), которая будет служить для размещения государственных и муниципальных центров города. Таким образом, в области, ограниченной проспектом Авенида Бельграно и улицами Бартоломе Митре, Такуари и Сальта, предложил расположение монументального комплекса, состоящего из квадратов и общественных зданий. Год спустя, в 1933 году, архитектор Эрнесто Ваутиер, представляет свой проект.
Уже к середине десятилетия проблема транзита, привела к дальнейшему обсуждению как необходимости открытия свободных пространств в центральной части города, по этой причине, инженер Карлос Мария де Паолера, разрабатывает проект (1933), где планирует экспроприировать все кварталы (шириной 110 м), оставляя их без остальных зданий, установив проект как «avenida parque». Согласно плану, движение будет организовано вокруг уличного подземного быстрого транзита. Тем не менее, в 1934 году, Паолера представляет новый вариант, состоящий из создания центральной правительственной улицей на пересечении с Авенида-де-Майо, наряду с двумя параллельными лицами по аналогии с планом 1925 года.
В то же время, 15 ноября, 1934 началось строительство здания Министерства общественных работ (на углу с Авенида Бельграно) рассматривая прохождение будущей Авениды Север-Юг. Хотя мэр Мариано из Ведой и Митре впоследствии сказал, что Авенида ещё не построена, строительство не было приостановлено и было завершено в рекордно короткий срок 138 рабочих дней, здание было открыто в сентябре 1936 года.

### Ход строительства

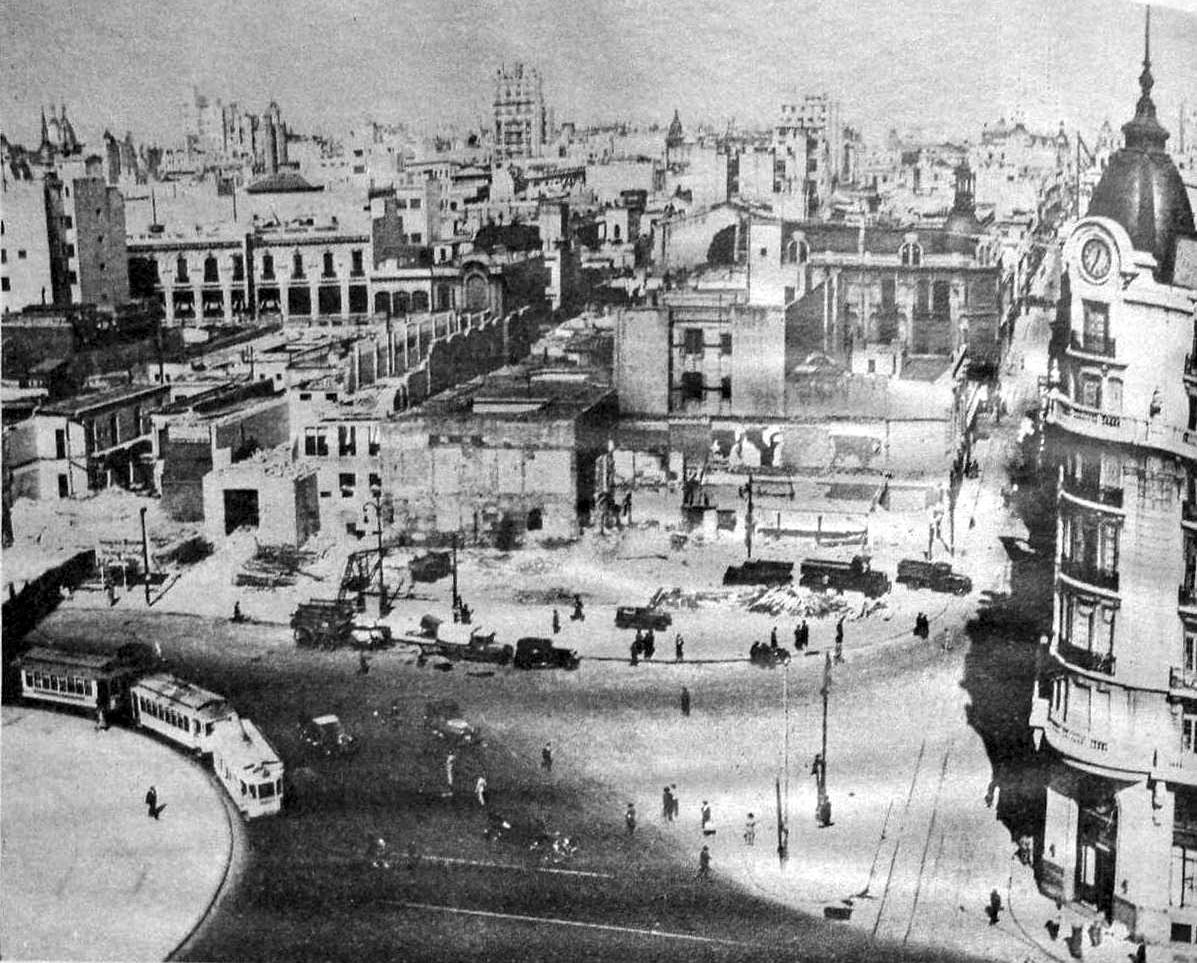
Снесённая сторона проспекта Авенида Корриентес

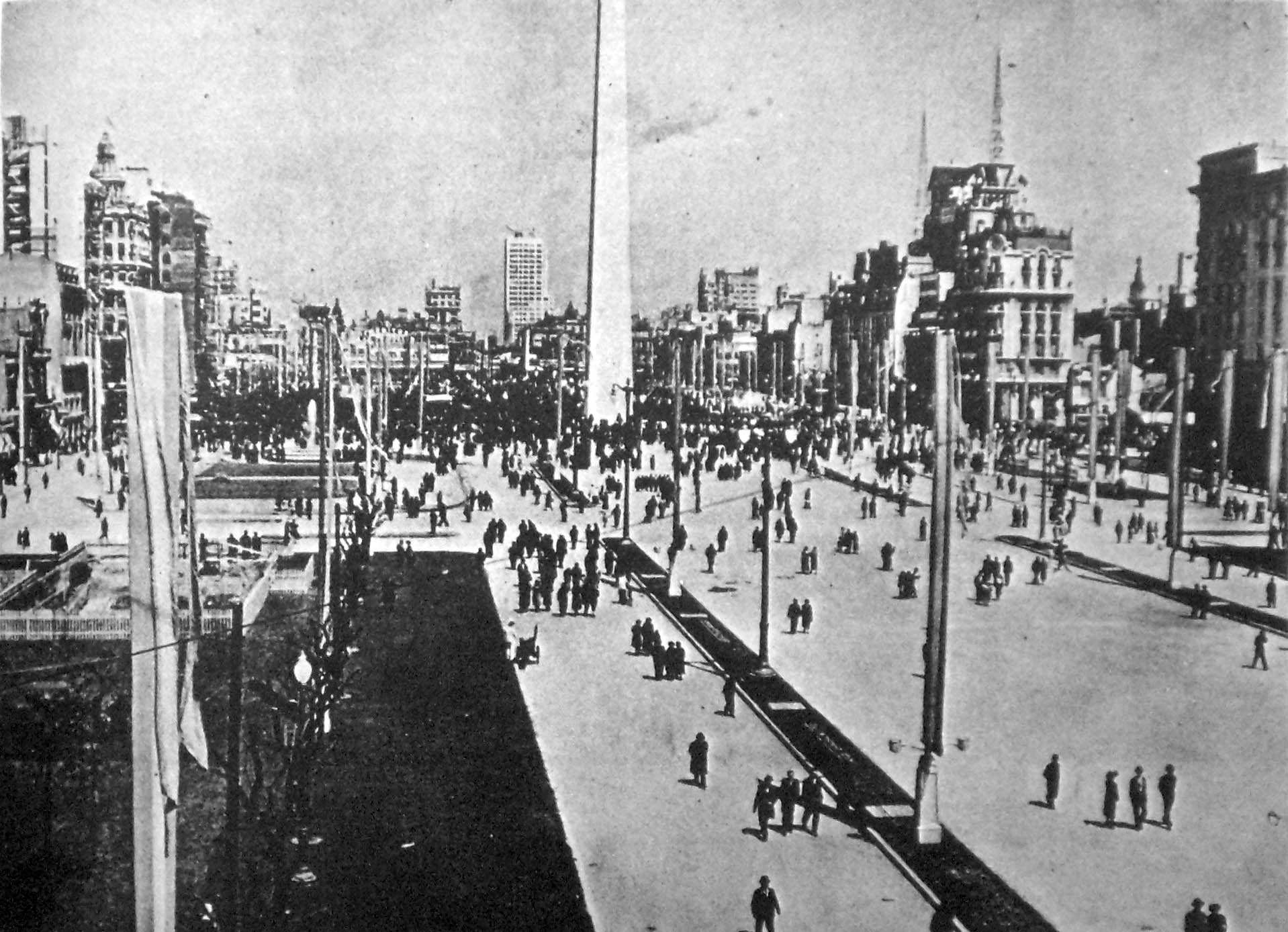
Проспект в момент открытия (1937).

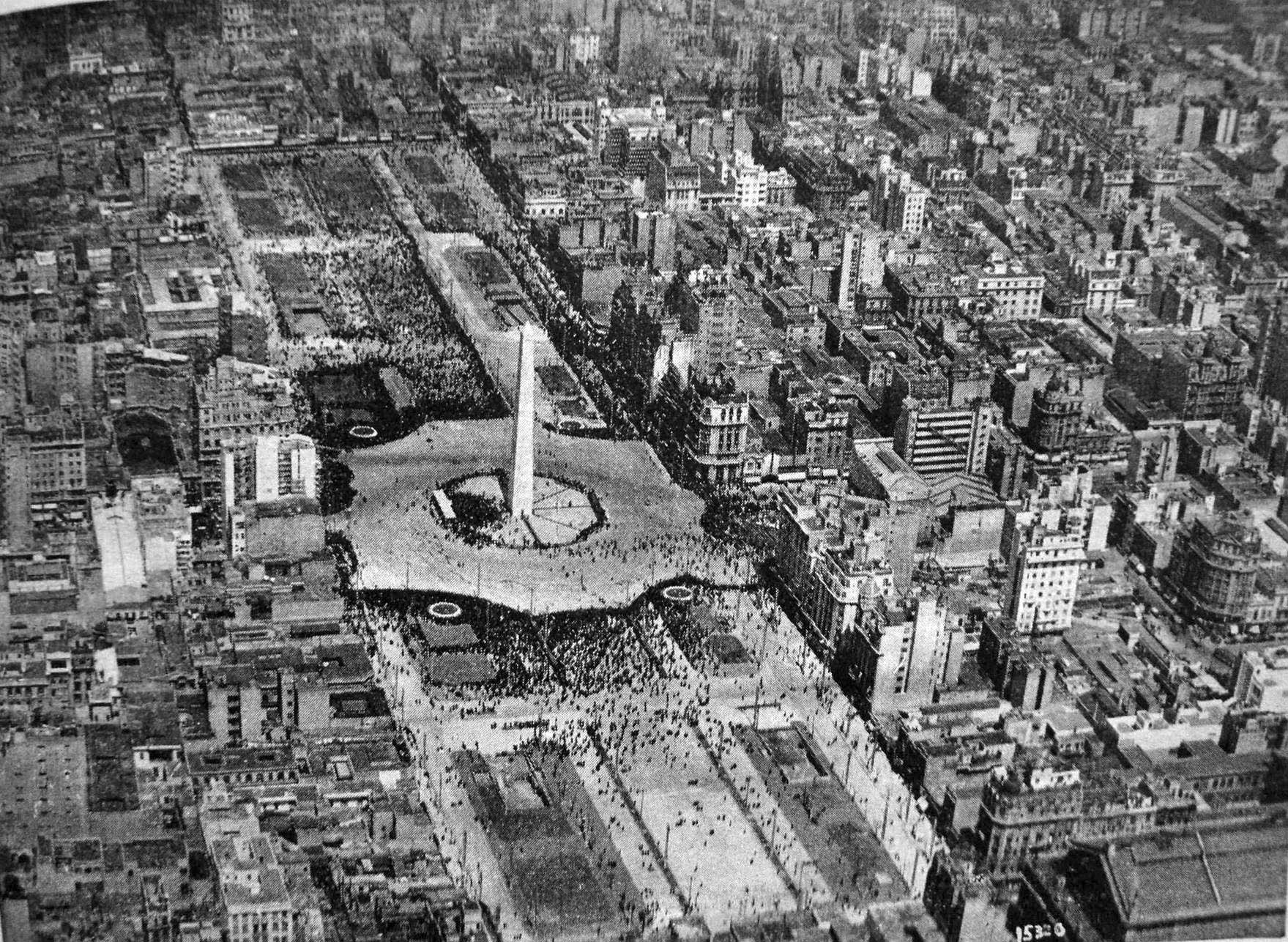
Вид с воздуха на инаугурационные торжества (1937).

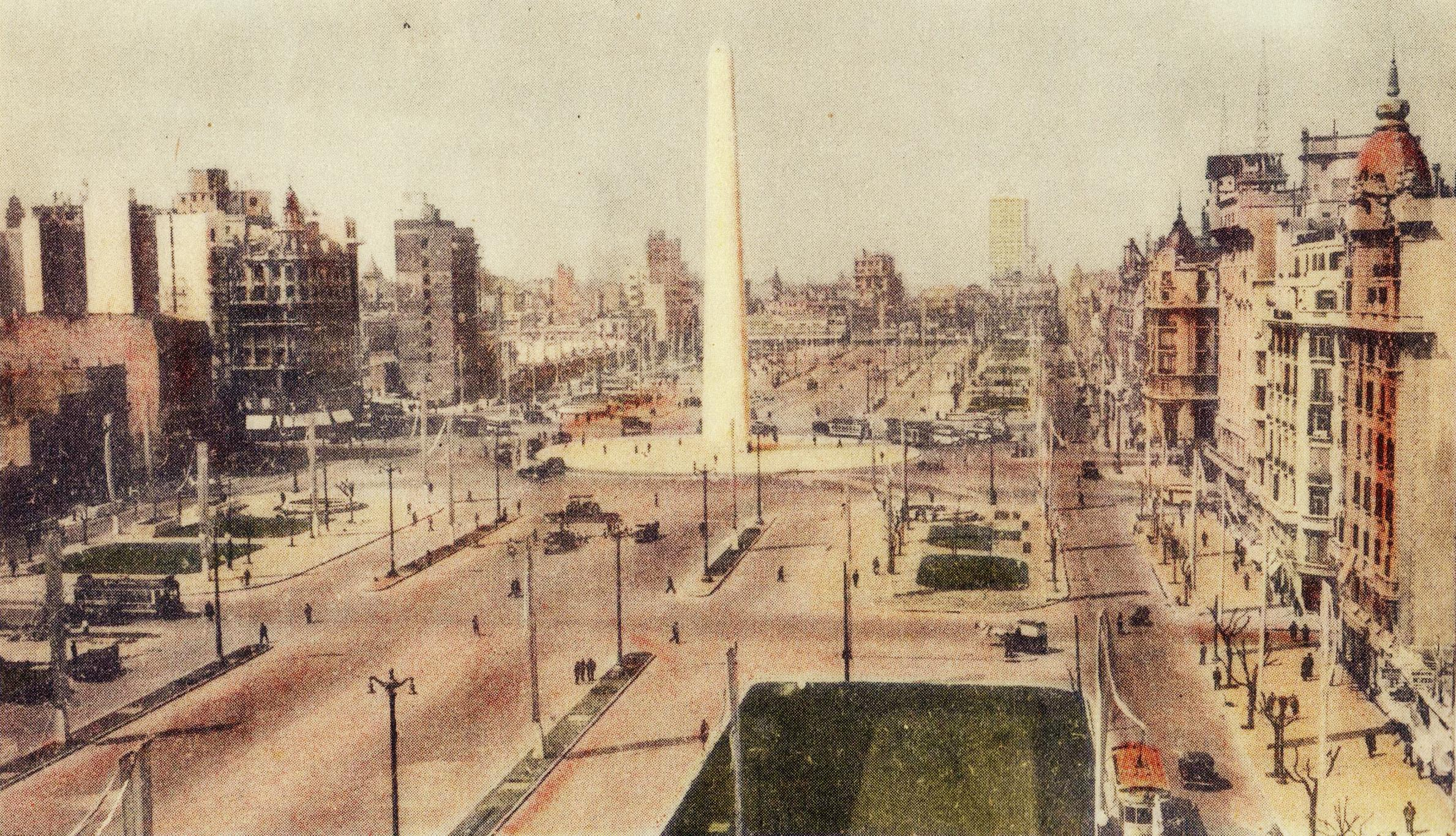
Панорамный вид на проспект в 1930 году.

Тем временем продолжалось строительства нового проспекта. Площадь Республики стала новым центром города: там сходятся будущие проспекты Диагональ Норте, Авенида Корриентес (в процессе расширения) и совершенно новый проспект Север-Юг, который в центре внимания, пересекающий исторический проспект Авенида-де-Майо. В 1931 году работы начались со сноса (первоначально задумано как частичное, а затем в общей сложности) церкви Сан-Николас-де-Бари, части улицы Карлос Пеллегрини и южной стороны Авенида Корриентес, и началось строительство последней секции Диагональ Норте. Это не было нигде: там был поднят впервые национальный флаг в городе Буэнос-Айрес. Для того, чтобы начать строительство первоначального маршрута проспекта Север-Юг было также необходимо, снести Hipoddrome (цирк, где выступал знаменитый клоун Фрэнк Браун), первоначальный Луна Парк и первый театр дель Пуэбло.
В феврале 1936 года, как только принят план пересечения между новыми проспектами, мэр Мариано де Ведиа и Митре предлагает обелиск, воздвигнутый как символ четвертого столетия со дня основания Буэнос-Айреса. Первоначальная идея обелиска принадлежала Атилио делль Оро Майани, секретарю мэра Буэнос-Айреса. Проект был серьезно поставлен под сомнение, приходилось сталкиваться с многочисленными возражениями . Следует также помнить, что с конца двадцатых годов, в городе уже строяли памятники Сан-Мартину и Бельграно.
Но несмотря на критику строительство Обелиска началось. Обелиск был возведен в рекордно короткие сроки, прервать дискуссию о нём как можно скорее. Архитектор Альберто Пребиш, немедленно принял комиссию и решить быстро все вопросы со строительством. Обелиск высотой 67 метров имеет надписи в честь двух оснований города (1536 и 1580), обозначение Буэнос-Айреса как Федеральной столицы (1880 г.) и упоминания о том что там в первый раз был поднят национальный флаг.
Продолжалось активное строительство, о чём сообщалось в средствах массовой информации о проекте площади, что было омрачено спором о необходимости обелиска. В течение 60 дней, 1500 рабочих возводили Обелиск, и наконец, он был открыт 23 мая 1936 года.
Наконец, в марте 1937 года мэра Мариано де Ведиа и Митре отдаёт приказ об открытии проспекта, между улицами Бартоломе Митре и Тукуман, на основе плана Паолера, отбрасывая установленную планом 1912 года, полосу шириной 33 метров. Проспект Авенида 9 де Хулио стал 140 метров в ширину, с большим подземным паркингом и 6 уровней дороги для движения транспортных средств, разделенной полосами. Тем не менее, нововведения введены аннулировав его основным источником финансирования в рамках закона 1912 года: постепенное продажи излишков земли. Выполнение работ и идея состояла в том, чтобы идти вперёд строя последовательные секци как можно быстрее. Для того, чтобы начать работу был выдан кредит в размере 30 миллионов песо. Первый участок улицы был сдан в эксплуатацию 9 июля 1937 года, окончательно же улица была завершена в 1960-х годах. Строительство южных развязок было завершено в 1980 году. Во время 30-месячного строительства, продолженного инженером Федерико Замбони, было использовано 10000 тонн цемента, 3000 железа и 40000 кубических метров дерева. Озеленением проспекта занимался Карлос Тэйс, который посадил Жакаранду, коралловые деревья и тысячи вишневых деревьев, подаренных Японией. Первая секция была открыта президентом Агустином П. Хусто 12 октября 1937 года, между улицами Бартоломе Митре и Виамонте, только 500 метров в длину. Новый проспект Буэнос-Айреса был широкий, как Елисейские поля в Париже — 70 метров. Тем не менее, споры, порожденные его проектом, огромных государственных расходах и отсутствие прозрачности в прямых договоров, были до 1940 года.

### Дальнейшее развитие

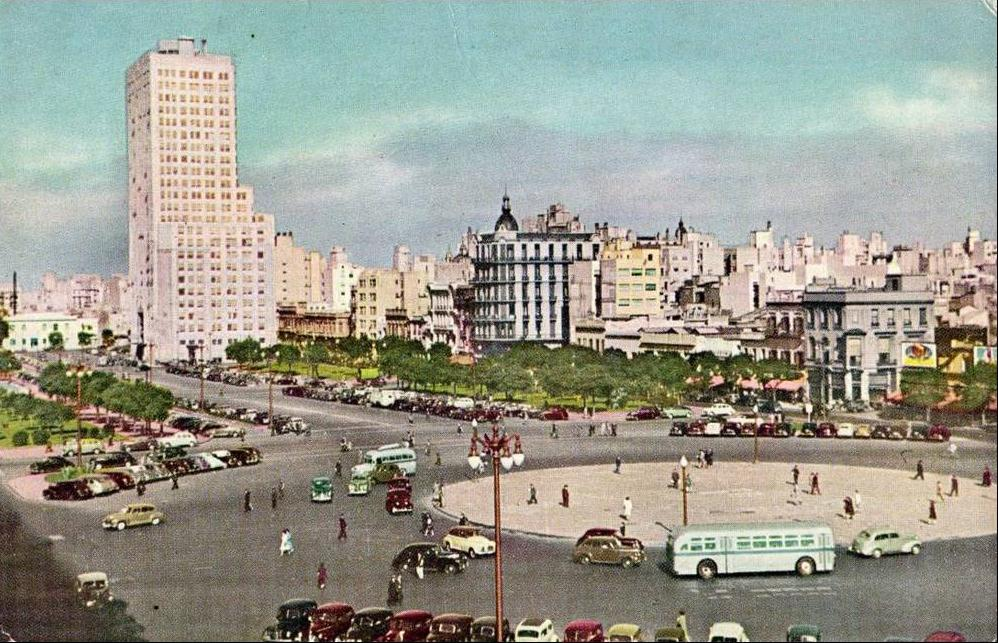
Перекрёсток с Авенида Бельграно, в середине 40-х годов

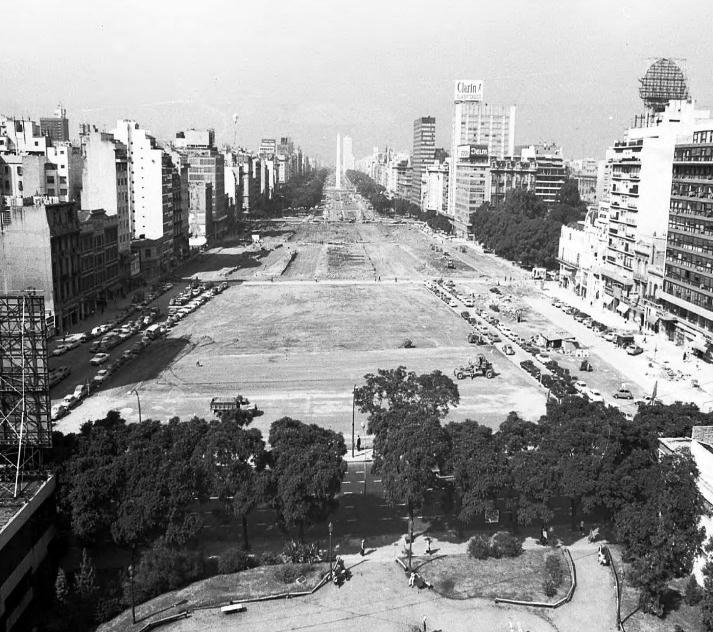
К 1971 году проспект достиг Авенида Санта-Фе. Проспект в районе Plaza Fray Mocho.

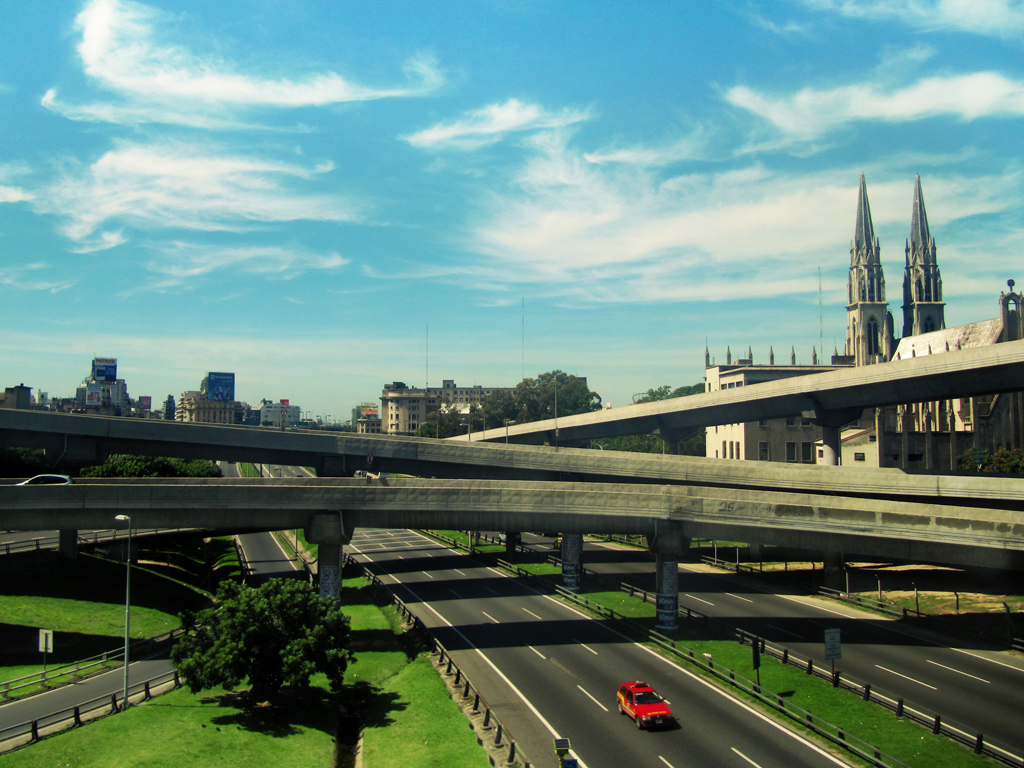
Автодорога Артуро Фрондиси.

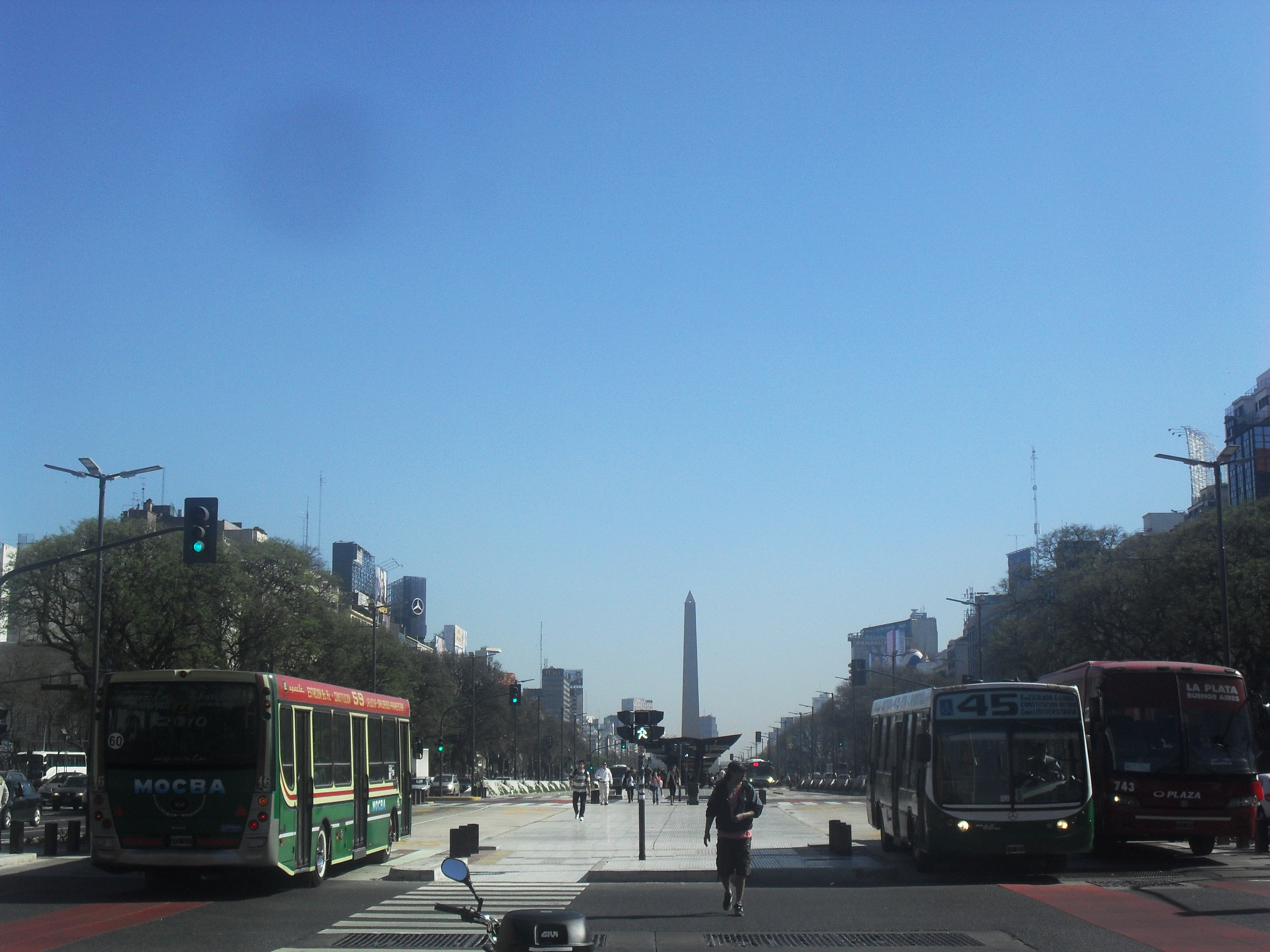
Метробус на Авенида 9 де Хулио, вид на север.

Продолжение строительства Авенида 9 де Хулио возобновилось в 40-е годы, в то время новые участки проспекта создавали не так быстро. Участок проспекта между улицами Бартоломе Митре и Авенида Бельграно построен между 1944 и 1947 годами, а следующий участок, между улицей Тукуман и Авенида Кордова, был создан в 1950 году, через год после подхода проспекта к улице Парагвай. В течение этого периода две полосы были убраны, чтобы выделить место для парковки, поэтому там есть только четыре полосы для движения автотранспорта.
Следующий участок проспекта был сдан только в 1971 году и он достиг проспекта Авенида Санта-Фе (на север) и Авенида Индепенденсия (на юг). Через год был пущен общественный транспорт на участке между проспектами Авенида Индепенденсия и Авенида Сан-Хуан. В 1973 году работы между проспектом Авенида Сан-Хуан и улицей Кочабамба были завершены и в 1975 году уже велись работы на участке вплоть до Авенида Касерос.
Во время руководства города мэром Освальдо Кассиаторе, Авенида 9 де Хулио появилась на Генеральном плане автомобильных дорог. От перекрёстка с Авенида Сан-Хуан началось строительство развязки соединяющей проспект с автодорогой Autopista 25 de Mayo(25 мая), а оттуда было решено, что участок проспекта 9 де Хулио станет частью новой автомагистрали (ныне шоссе Артуро Фрондизи), проходящему по районам Барракас и Контитусьон и к новому мосту Пуэйрредон. Эта работа потребовала сноса большого количества домов возле площади Конститусьон, где была построена развязка, объединяющая два шоссе.
Между тем, в северном направлении работа подошла к участку Авенида Санта-Фе-улица Ареналес (1976), далее участок Ареналес — Арройо (1979) и далее Арройо-Авенида дель Либертадор (1980). Началось строительство будущей автодороги Autopista Norte (ныне шоссе Артуро Ильиа), которая является продолжением Авенида 9 де Хулио идущей к Авенида Хенераль Пас. Тем не менее, к тому времени в результате неблагоприятного социально-экономического положения, выполнение этих работ было затруднено.
Между тем, мэр Домингес стремился улучшить движение в центральной части проспекта Авенида 9 де Хулио и было принято решение о сносе здания Министерства общественных работ, что позволило бы ему добавить больше полос движения, но невозможность передвигаться по этой полосе перестраиваясь из других зарубило инициативу.
Работа для возведении виадука между Авенида 9 де Хулио и Авенида Кантило, была закончена в 2004 году, продвигаясь в очень медленном темпе, что также потребовало изменения маршрута железной дороги Belgrano Norte. Сложность работы вызвала споры и недоразумения между национальным правительством и правительством города. Только в июне 2009 года был открыт туннель под Авенида Сармьенто при продвижении рабочей смены строящей участок железнодорожных путей. В настоящее время этот участок железной дороги работает.
В то же время, в период между 2006 и 2011 годами окрепла идея строительства двух тоннелей для автомобильного движения на проспекте, с тем чтобы обеспечить более удобный проезд между автодорогами Артуро Фрондизи и Артуро Ильиа. Данная дорога имеет систему «электронного сбора за проезд» для дальнейшего покрытия расходов на техническое обслуживание дороги. Хотя проект строительства был объявлен трижды (в 2006, 2009 и 2011 годах) в конечном итоге, он тормозился из-за его стоимости и сложности.
Вскоре после того, как в октябре 2012 года, городские власти объявили о новом маршруте «метробуса» на Авенида 9 де Хулио проходящему по районам Ретиро и Конститусьон, где проходит 11 автобусных линий. Маршрут был открыт в июле 2013. Это произошло через два года после того, как были открыты два туннеля на проспекте Авенида 9 де Хулио, по которым проходят 11 автобусных маршрутов и которые помогают улучшить качество движения по проспектам Авенида 9 де Хулио и Авенида Сан-Хуан, в районе Конститусьон.

## Общественный транспорт
По направлению проспекта проложена Линия C метрополитена Буэнос-Айреса. Линии А, В, D и Е имеют станции в местах пересечения линий с проспектом Нуэве-де-Хулио.
Переход проспекта в некоторых местах может занимать до нескольких минут. Некоторые городские архитекторы представили проект строительства нескольких подземных переходов, чтобы облегчить транспортную и пешеходную ситуацию на улице.

## Путешествуя по улице
Проспект Авенида 9 де Хулио начинается от Пласа Конститусьон (на юге) и заканчивается на Авенида дель Либертадор (на севере). На обоих концах проспект продолжается по автодорогам. На юге продолжением проспекта Автодорога Артуро Фрондизи, ведущая к проспекту Авенида Президенте Митре в районе Авелланеда, и на севере продолжается автодорогой Артуро Ильиа, ведущей к Авенида Хенераль Пас и Панамериканскому шоссе. Таким образом, проспект является одним из самых важных транспортных направлений в Буэнос-Айресе, а также это один из основных маршрутов городского туризма, а кроме того дорогой, которая выходит за пределы города.
Наряду с шоссе Перито Морено и Авенида Хенераль Паз, которая находится на окраине города, Авенида 9 де Хулио не меняет своего названия на всей территории города Буэнос-Айрес.

### Конститусьон
Начинаем обзор с южного конца проспекта (на его пересечении с Авенида Сан-Хуан), где находится филиал Национального банка (угол улиц Бернардо де Иригойена и Карлоса Кальво), недалеко от станции технического обслуживания Shell (станция метро Лима на углу с проспектом Авенида Индепенденсия). Здесь находится Пласа Монсеррат (между улицей Бернардо де Иригойена и проспектом Авенида Индепенденсия).

### Монсеррат

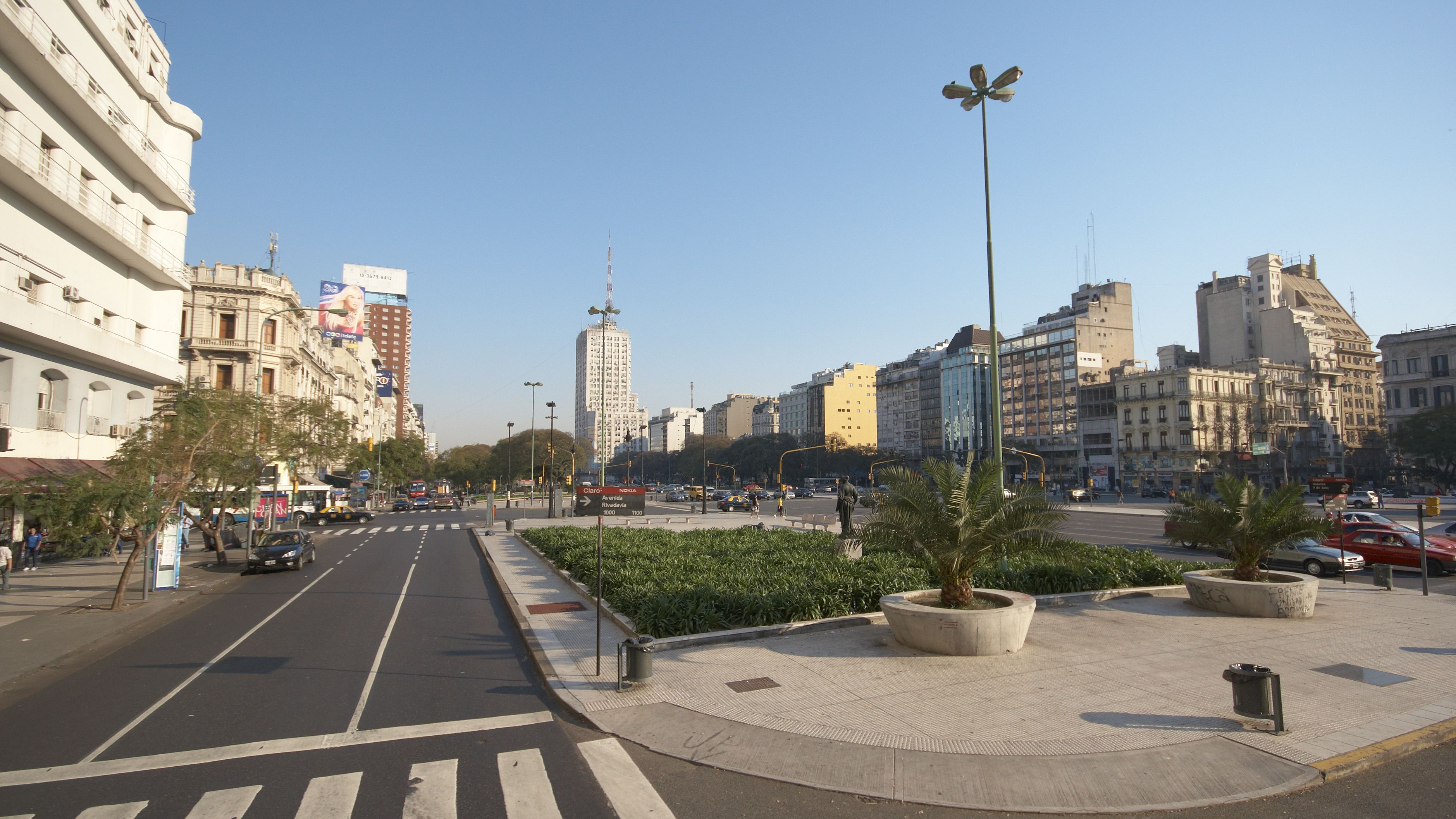
Вид на проспект Авенида 9 де Хулио в его южной части.

После пересечения проспекта Авенида Индепенденсия, Авенида 9 де Хулио входит в район Монсеррат, где расположен кампус университета Universidad Argentina de la Empresa (станция метро Лима между Авенида Индепенденсия и улицей Чили). В этом секторе много офисных зданий в сочетании с жилыми домами многие из которых построены в период до начала строительства проспекта.
Пересекая Авенида Бельграно, недалеко от улицы Бернардо де Иригойена расположен Grand Boulevard Hotel. Это пятизвездочный отель международного туризма. Между проспектом Авенида Бельграно и улицей Морено находится большое здание Министерства здравоохранения и Министерства социального развития, построенное в 1934 году и достигает в высоту 90 метров. Здание на Авенида 9 де Хулио имеет номер 1073. На юго-восточном углу улиц Бернардо де Иригойена и Адольфо Альсина расположено здание Торре Жакаранда, которое функционирует как Apart Hotel. По улице Бернардо де Иригойена № 172 работает Испанский клуб в роскошном здании в стиле модерн.
На пересечении с проспектом Авенида-де-Майо находится большая скульптура Дон Кихота, стоящий на небольшой площади недалеко от здания Val D’Osne de París, которое первоначально входило в Парк Колумба, и на этом месте рассматривалось установка памятника Колумбу. На углу Авенида-де-Майо и улицы Лима расположен отель Ritz.

## Достопримечательности

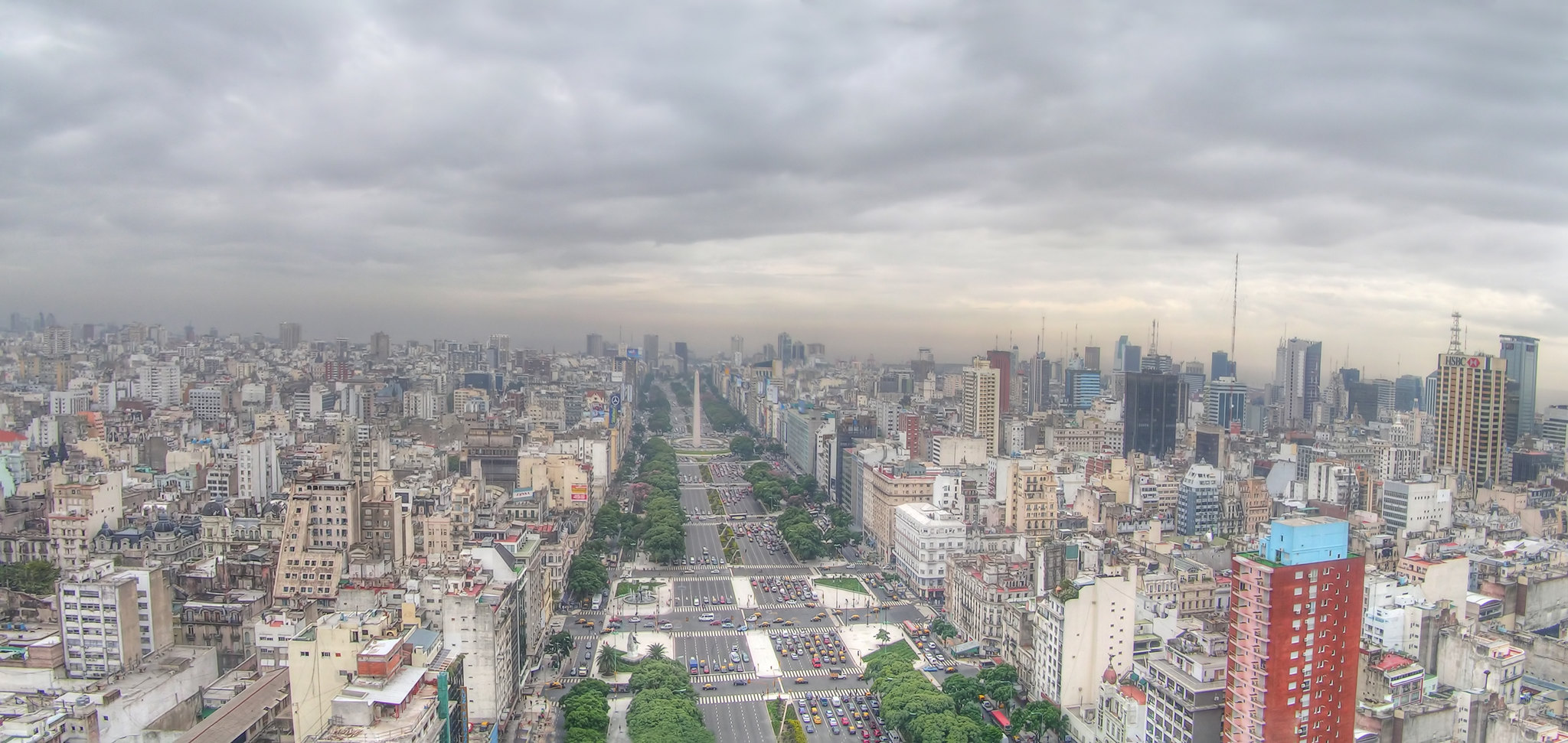
Вид на улицу Нуэве де Хулио с высоты птичьего полёта

Главные достопримечательности, которые находятся на проспекте Нуэве-де-Хулио, с севера на юг:
- Французское посольство: правительство Франции отказалось отдать здание под снос, тем более что здание считается архитектурным шедевром;
- Театр «Колон»;
- Западный край улицы Лавалье, пешеходной улицы, ранее известной благодаря многочисленным кинотеатрам;
- Обелиск и площадь Республики;
- Памятник Дон Кихоту на пересечении Авенида де Майо;
- Станция и площадь Конституции.